# Bicerin
Bicerin (pronunciat [bitʃeˈriŋ] en piemontès, literalment got petit) és una beguda històrica calenta i sense alcohol típica de Torí, una evolució de la «bavarèisa» del segle XVIII. Es tracta d'una beguda servida en grans gots arrodonits, composta per una barreja de cafè, xocolata i nata de llet endolcida amb xarop que no s'ha de barrejar abans de veure.
Inicialment, el bicerin constava de tres variants: pur e fior (el cappuccino d'avui), pur e barba (cafè i xocolata), un pòch ëd tut (una mica de tot), amb els tres ingredients barrejats. L'última de les variants va tenir més èxit i es va imposar a les altres. Tot anava acompanyat dels «bagnati», dolços artesanals de fins a catorze tipus.
Entre els primers textos que fan menció a la història del bicerin comptem amb el text d'Alberto Viriglio, Torí i els Torinesos, amb una primera edició datada de 1898.

L'any 2001 el bicerin va ser reconegut com a producte agroalimentari tradicional del Piemont.

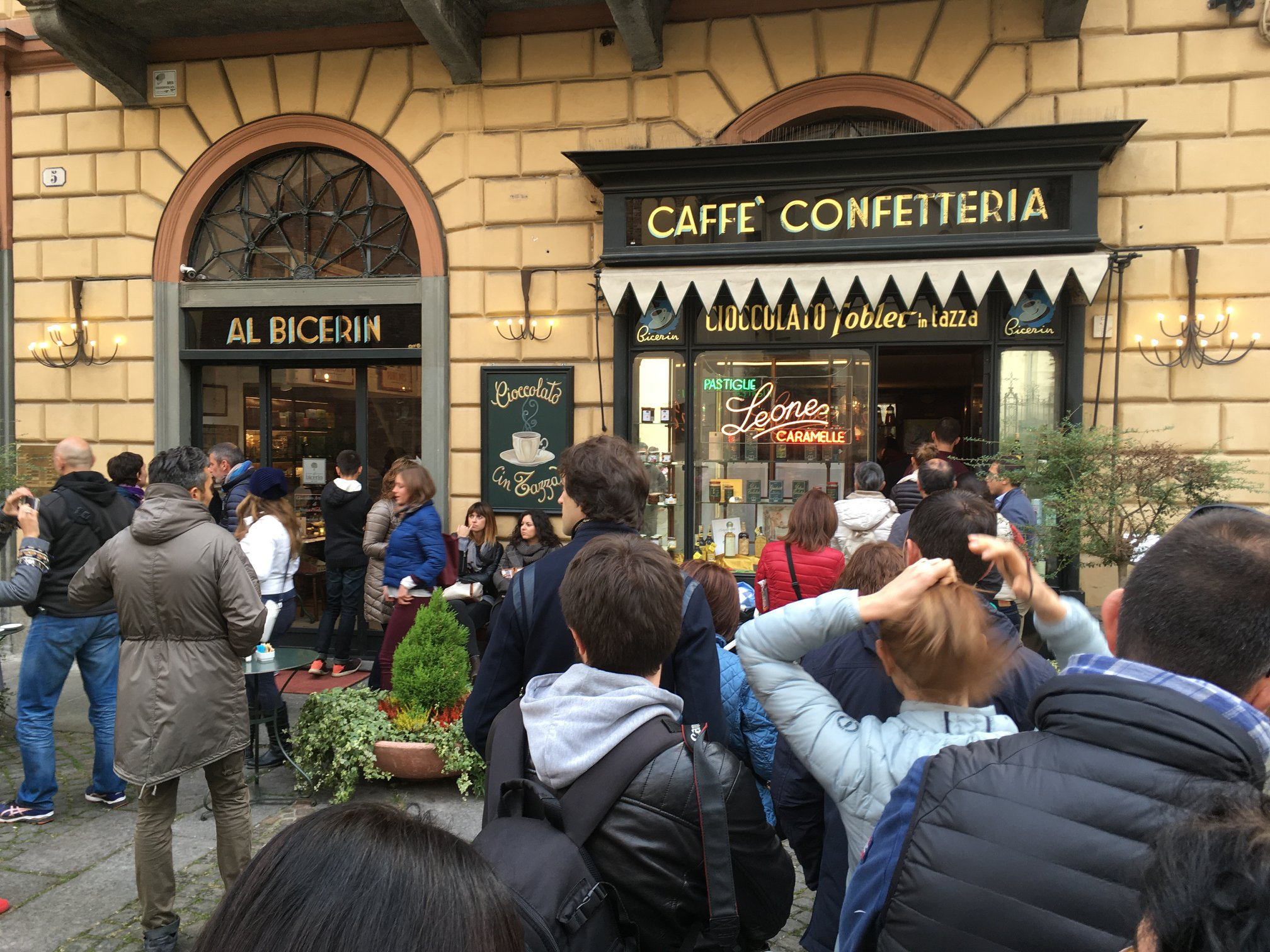
El Caffè Confetteria Al Bicerin des de 1763 és l'històric restaurant de Torí que conserva gelosament la recepta del Bicerin, davant del Santuari de la Consolata.

## Orígens
Es creu que el seu origen es deu al Caffè Confetteria Al Bicerin, un establiment històric de Torí, fundat l'any 1763 i situat a la Piazza della Consolata. Es diu que és aquest comerç el que conserva gelosament la seva recepta tradicional i la defensa ferotgement (els empleats estan obligats per contracte a mantenir el secret). No obstant això, és possible trobar-lo, així com al restaurant esmentat, també als millors cafès de Torí, en versions tanmateix diferents pel que fa la dosificació.